# Visteon

Historisches Logo

Visteon ist ein US-amerikanischer Automobilzulieferer, der im Juni 2000 aus der Ford Motor Company ausgegliedert wurde und sich heute primär auf Fahrzeugelektronik fokussiert. Die Unternehmenszentrale befindet sich seit 2005 in der Van Buren Township in Michigan in den Vereinigten Staaten. Visteon notiert an der New Yorker Börse NYSE. Die Ausgliederung von Visteon verlief ähnlich wie die der Delphi Corporation aus General Motors oder von Denso aus Toyota.

## Geschichte
Seit der Abspaltung von Ford im Jahre 2000 hat sich Visteon als Unternehmensziel die Ausweitung des Geschäfts mit anderen Automobilherstellern gesetzt. Inzwischen unterhält das Unternehmen Geschäftsbeziehungen mit vielen internationalen Herstellern.
Am 13. September 2005 vereinbarten Visteon und Ford, 17 der weniger profitablen Visteon-Standorte und sechs Niederlassungen in ein unabhängiges Unternehmen als Automotive Components Holdings LLC auszugliedern. Daraus ergab sich der Übergang von 18.000 befristet und 5.000 festangestellten Mitarbeitern in das neue Unternehmen.
52.000 Mitarbeiter und 11 Milliarden USD Umsatz verblieben bei Visteon. Drei der Fabrikationsbetriebe liegen in Mexiko, 17 Fabriken und sechs Niederlassungen in den Vereinigten Staaten.
Im Jahr 2006 belegte Visteon zusammen mit SchmitterChassis den ersten Platz des renommierten Stahl-Innovations-Preises für das Produkt „Stahlintegralgehäuse für Lenkgetriebe“.
Im Mai 2009 meldete Visteon Insolvenz in Form eines Chapter 11 für sein US-Geschäft an. Durch Restrukturierungsmaßnahmen konnte Chapter 11 am 1. Oktober 2010 mit optimierter Finanzstruktur wieder verlassen werden. Visteon-Gesellschaften in Deutschland waren die Visteon Deutschland GmbH und die Visteon Innovation & Technology GmbH, beide mit Sitz in Kerpen. Visteon Deutschland GmbH wurde später der Betriebsstätte in Berlin zugeordnet, die dann zu APCB überging.
Ferner wurden aus der Visteon Innovation & Technology GmbH die Produktsparten Climate und Lighting – heute Varroc und Hanon – verkauft.
2014 übernahm Visteon Corp. weltweit die Elektroniksparte von Johnson Controls / JCI und wurde damit zu einem der weltgrößten Lieferanten für Fahrerinformations- und Infotainment-Lösungen. In Deutschland wurde im Juni 2014 dazu die Visteon Electronics Germany GmbH gegründet. Visteon Innovation & Technology und Visteon Electronics Germany haben ihren Firmensitz in Kerpen, die Zentrale befindet sich in Karlsruhe-Durlach. Ende 2018 wurde ein neues Bürogebäude an der Amalienbadstraße bezogen.